# Alessandro Parisotti
Alessandro Parisotti (Roma, 24 de julio de 1853 - ibíd., 4 de abril de 1913) fue un compositor, editor y crítico musical italiano.

## Biografía
Estudió con Salvatore Meluzzi amonía, contrapunto, fuga e instrumentación. En 1880 fue nombrado miembro de la Accademia di Santa Cecilia y de la Accademia Filarmonica Romana. Editó obras de Robert Schumann y Felix Mendelssohn. Es especialmente conocido por ser el editor original de una colección de canciones conocidas como Arie Antiche —titulado originalmente Arie antiche: ad una voce per canto e pianoforte (1885)— y que fueron publicadas por Ricordi en 1890. La colección original se componía de tres volúmenes de canciones o arias a modo de un manual para el estudio del canto clásico. Después la obra se redujo a un solo volumen conocido como  Veinticuatro canciones italianas y arias de los siglos XVII y XVIII, que se convirtió en una exhaustiva recopilación de música barroca que todavía sirve como material de aprendizaje y se la considera clave para el conocimiento de la música coral italiana del siglo XVIII.

### Pufo histórico
Se le imputa al propio Parisotti, el pufo, que llegaría a ser histórico, al concederle la autoría de una de sus más conocidas composiciones, el aria Si me amas, a Pergolesi. Compuesta en el estilo de la escuela napolitana, nunca se ha sabido si la atribución respondió a una provocación o fue víctima de un oscuro proceso de especulación editorial de la época. Lo cierto es que, precisamente ese aria se hizo tan popular que llegaría a ser incluida por Igor Stravinsky en su ballet Pulcinella.